# 山形県立山形南高等学校
山形県立山形南高等学校（やまがたけんりつ やまがたみなみこうとうがっこう、英: Yamagata Prefectural Yamagata South High School）は、山形県山形市東原町四丁目にある県立高等学校。
略称は「山形南」、「山南」（やまなん）。山形市近辺では「南高」（なんこう）とも呼ばれている。

## 概要
1941年（昭和16年）創立の「山形県立山形第二中学校」（旧制中学校）を前身とする。1948年（昭和23年）の学制改革により新制高等学校となった。
現校名になったのは1950年（昭和25年）。校名改称と同時に男女共学を実施して以来山形西高と分離したものの、制度上は「男女共学」のままであった。1962年度までは複数の女子生徒が在籍したが、それ以降一時不在となり、1972年度に女性編入者が在籍・卒業して以降、女子生徒が在籍した事実は長らく無かったが、2016年に一般入試で44年ぶりに女子が合格したと発表された。
制服は男子は男子校の伝統でもある金ボタン5個の黒詰襟学生服（標準学生服）で右襟に校章を形どった襟章を付ける。女子はセーラー服である。
また、南高会館内に学食も設置している。2021年（令和3年）に創立80周年を迎えた。
全国高等学校クイズ選手権の第1回大会（1983年）優勝校でもある。
設置課程・学科
全日制課程2学科
- 普通科
- 理数科

校是
「文武両道・質実剛健・師弟同行」
教育目標
創造的知性を身につけた人間を育てる
たくましい、健全な心身をもった人間を育てる
情操豊かな、思いやりのある人間を育てる
広い視野を持ち、自主的、自律的に行動できる人間を育てる
校章
1950年（昭和25年）に制定。彫刻家の服部不二之によってデザインされた。勉学と飛躍を象徴する羽根ペンを2枚重ねたものを背景にして、中央に赤色篆書体の「南高」の文字（縦書き）を置いている。
校歌
1950年（昭和25年）に制定。作詞は神保光太郎、作曲は信時潔による。歌詞は3番まであり、各番に校名の「山形南高等学校」が登場する。

## 歴史
山形市及び周辺農村の人口増加と経済向上に伴い中等教育への関心が高まり、従来の「山形中学校」（現在の山形県立山形東高等学校）1校だけでは入学困難が叫ばれていた。1938年（昭和13年）6月の山形市会で県立中等学校を山形市内に1校増設するよう意見書を議決したが、当時の山形県の財政の都合上容易には実現しなかった。
1940年（昭和15年）に山形県は総経費30万円のうち20万円を受益地元で負担するなら増設するとしたが、山形市は20万円の単独負担は困難だとして山形県との交渉を続けた。しかし、精査の結果建築費は58万円を要することが明らかとなった。
最終的には、建築費58万円の半額の29万円を地元負担とし、その3分の1を山形市、3分の1を村山郡の各町村、3分の1を寄付で負担することとして山形県立山形第二中学校が建設され、1942年（昭和17年）10月8日に開校式をあげ、同日を創立記念日とした。
1941年（昭和16年）の開校から翌年の開校式までは、山形市小白川町の元山形市第六小学校の校舎を仮校舎としていた。

### 年表
旧制中学校時代
- 1941年（昭和16年）4月8日 - 「山形県立山形第二中学校」が開校[7]。
  - 修業年限を5年（現在の中1から高2に相当）、生徒定員を750名[8]、入学資格を尋常小学校（国民学校初等科）を修了した12歳以上の男子とする[9]。
- 1942年（昭和17年）10月8日 - 開校式挙行[6][9]。同日を創立記念日とする。
- 1943年（昭和18年）4月1日 - 中等学校令の施行により、この時の入学生から修業年限が4年となる。生徒定員800名[8]。
- 1944年（昭和19年）- 勤労動員が開始。
- 1945年（昭和20年）
  - 3月 - 教育ニ関スル戦時非常措置方策の修業年限4年施行前倒しにより、4年生の卒業式を挙行。
    - 本来、修業年限4年が施行されるのは中等学校令が施行された1943年（昭和18年）4月に入学した生徒が4年を修了する1947年（昭和22年）3月であったが、戦況の悪化により中等学校令施行前の1941年（昭和16年）以降に入学した生徒にも修業年限4年が適用されることになった。これにより、1941年（昭和16年）入学の4年生の卒業式が行われた。

  - 4月1日 - 学校での授業を停止。ただし勤労動員は継続。
  - 8月 - 終戦。
  - 9月 - 授業を再開。
- 1946年（昭和21年）4月1日 - 修業年限が5年となる（ただし4年修了時点で卒業することもできた）。
- 1947年（昭和22年）4月1日 - 学制改革（六・三制の実施）が行われる。
  - 旧制中学校の募集を停止。
  - 新制中学校を併設し（以下・併設中学校）、旧制中学校1・2年修了者を新制中学校2・3年生として収容。
  - 併設中学校は経過措置としてあくまで暫定的に設置されたため、新たに生徒募集は行われず、在校生が2・3年生のみの中学校であった。
  - 旧制中学校3・4年修了者はそのまま在籍し、4・5年生となった（ただし4年修了時点で卒業することもできた）。

新制高等学校
- 1948年（昭和23年）4月1日 - 学制改革（六・三・三制の実施）により、旧制中学校は廃止され、新制高等学校「山形県立山形第二高等学校[注釈 1]」（男子校）が発足[7][9]。
  - 旧制中学校卒業者（5年修了者）を新制高校3年生、旧制中学校4年修了者を新制高校2年生、併設中学校卒業者（3年修了者）を新制高校1年生として収容。
  - 併設中学校を継承し（名称:山形県立山形第二高等学校併設中学校）、在校生が1946年（昭和21年）に旧制中学校へ最後に入学した3年生のみとなる。
  - 通常制普通課程（修業年限3年）を設置。
  - 生徒定員750名[9]
- 1949年（昭和24年）3月31日 - 併設中学校を廃止。
- 1950年（昭和25年）4月1日 - 高校三原則に基づく高校再編により、山形県立山形第四高等学校と統合され、「山形県立山形南高等学校」（現校名）が発足[7]。
  - 男女共学を開始。校章・校歌を制定[4]。
- 1952年（昭和27年）4月1日 - 統合が解消され、山形県立山形西高等学校が分離独立[7]。生徒定員を900名に改める[9]。
- 1962年（昭和37年）4月1日 - 生徒定員を1050名に改める[9]。
  - 12月8日 - 体育館兼講堂竣工[9]。
- 1965年（昭和40年）1月20日 - 生徒会発足。校友会廃止[9]。
  - 12月31日 - 剣道場竣工[9]
- 1966年（昭和41年）冬季走路竣工[9]。
- 1968年（昭和43年）4月1日 - 理数科（1学級）を設置[7]。生徒定員普通科900名　理数科135名[9]。
- 1969年（昭和44年）
  - 4月1日 - 生徒定員普通科888名　理数科125名[9]。
  - 12月25日 - 剣道場移転竣工[9]。
- 1970年（昭和45年）
  - 1月7日 - 弓道場移転道場開き[9]。
  - 12月19日 - 南高会館竣工（食堂及び合宿所）[9]。
- 1977年（昭和52年）2月 - 校旗を制定[7]。
- 1982年（昭和57年）
  - 4月6日 - 記念講堂が完成[9][10][11]。
  - 10月30日 - 新校舎管理棟特別教室、普通教室棟竣工[7][9][12]。
- 1983年（昭和58年）2月 - 第二体育館が完成[7][12]。
- 1989年（平成元年）4月 - 第一体育館が完成[7]。
- 1995年（平成7年）3月 - 家庭科棟が完成[7]。

## 年中行事
- 4月
  - 南東定期戦

山形東高との野球部との毎年行われる定期戦。この定期戦の山形東高での呼称は「東南定期戦」である。
- 7月
  - クラスマッチ（夏季）
  - 理数科合宿学習会(1・2年理数科)

蔵王で行われる。
- 8月
  - 南高祭

3日間開催され、1日目が体育祭、2日目が文化祭、最終日が一般招待日となっている（平成17年度）。一般招待日には理数科3年がお化け屋敷を催すのが40年以上受け継がれてきた伝統で、毎年長蛇の列ができるほどの人気企画となっている。近年は3年生がシンクロを行う。
- 10月
  - 全校マラソン大会

学校の所在する山形市の東部（主に市内東沢地区）において開催される校内マラソン大会。コースは約10kmで、1～3年まで全員参加する。
- 12月
  - 海外研修旅行（2年生）

2020年度に修学旅行から改称し国内から海外へと行き先が変更となった[注釈 2]。行き先は普通科が台湾、理数科がシンガポールである。
2019年度までは京都、奈良方面に4泊5日の日程で行われ、3・4日目には京都市内を各班ごと日程を決めて活動する「班別自主研修」などが行われていた。
  - 筑波研修(1年理数科)

筑波などで2泊3日の日程で行われる。
- 2月
  - クラスマッチ（冬季）※1,2年生のみ

## 部活動
運動部
野球、バスケットボール、バレーボール、卓球、ソフトテニス、水泳、柔道、山岳、バドミントン、サッカー、レスリング、陸上競技、剣道、弓道、合気道、ラグビー、ボクシング、ハンドボール、硬式テニス、 応援団
文化部
文芸、映画演劇、科学、書道、美術、写真、新聞、吹奏楽、囲碁

## 著名な関係者
出身者
- 相澤嘉久治（放送作家）[15]
- 本間ドミノ先生 (THE BOHEMIANS・キーボード) [16]
- 千葉オライリーと無法の世界 (THE BOHEMIANS・ドラムス) [16]
- 会田豊彦（プロ野球選手）
- 會田雄亮（陶芸家、元東北芸術工科大学学長）[17]
- あがすけ（お笑いコンビ）[18]
- 大石真弘（NHKアナウンサー）
- 奥山貴宏（フリーライター）
- 柏倉哲平（プロバスケットボール選手、滋賀レイクスターズ）
- 加藤武治（プロ野球選手、北海道日本ハムファイターズ投手）
- 菅野淳（サッカー指導者）
- 古池雄（青森放送元アナウンサー）
- 小柴大造（ミュージシャン）
- 斎藤昌朗（次期寒河江市長）
- 佐藤稔浩（元バスケットボール選手、日立サンロッカーズ）
- 佐藤優（山形テレビ元アナウンサー）
- 斯波正樹（スノーボード選手、2018年平昌オリンピック代表）[19]
- 高橋節（元山形県副知事、元山形県スポーツ振興21世紀協会理事長、元モンテディオ山形社長）
- 滝口光則（プロ野球選手）
- 多田竜也（理学療法士、TBS『SASUKE』有力選手）
- 照井健（フリーアナウンサー、元IBC岩手放送アナウンサー）
- 芳賀徹（比較文学者、東京大学名誉教授、京都造形芸術大学名誉学長）
- 林部智史（歌手）
- 前田悟（プロバスケットボール選手、富山グラウジーズ）
- 松田利仁亜（NHKアナウンサー）
- 村川千秋（指揮者）
- 村川透（映画監督）[20]
- 結城多聞（アンダーエイジ、たもん）
- 吉田敏明（元バレーボール女子米国代表監督、現上尾メディックス監督）
- 吉村和夫（元山形市長）
- 山本信治（天童市長）
- 渡邊岳已（脚本家）

教職員
- 佐藤源治（民俗学者、鶴岡市名誉市民）

## 交通アクセス
- JR東日本山形駅（山形新幹線、奥羽本線（山形線）、仙山線、左沢線）より徒歩33分
- 山交バス 南高前バス停より徒歩1分[注釈 3]